# AS Val
O AS Val (em russo:  АС Вал; Автома́т Специа́льный, Avtomát Spetsiálny, "Automático Especial", nome de código "Eixo" (Вал), designação GRAU 6P30) é um fuzil de assalto de projeto soviético com um silenciador integrado e utiliza o cartucho subsônico 9×39mm. O Val foi desenvolvido junto com o VSS Vintorez para substituir armas de fogo de uso geral modificadas, como o AKS-74UB, BS-1, APB e PB, para operações clandestinas. O desenvolvimento do Val começou em 1985 seguindo o VSS Vintorez em 1983 por TsNIITochMash baseado no protótipo RG-036 concluído em 1981. A fabricação começou na Fábrica de Armamentos de Tula após sua adoção pelo Exército Soviético e KGB em 1987.
O Val é integralmente silenciado e usa a munição 9×39mm, um cartucho subsônico. Foi projetado juntamente com o VSS Vintorez, um fuzil semelhante projetado para tiros de precisão.

## Variantes e derivados
ASM Val: Uma modernização do Val (designação GRAU 6P30M). Possui um carregador de 30 cartuchos e um trilho Picatinny em cima da caixa-da-culatra e outro na frente do guarda-mão. As entregas começaram em 2018.
VSS Vintorez: Equipado com uma coronha fixa de madeira com cabo de pistola para melhorar a pontaria.
SR-3 Vikhr: Desenvolvido em 1996 para maior ocultabilidade, substituindo a coronha e omitindo o silenciador integrado e a alavanca de manejo.
SR-3M: Uma modernização do SR-3 que substitui a coronha original do SR-3 pela do AS Val e com um carregador compatível com versões anteriores de 30 cartuchos. Ele permite a fixação de um silenciador, semelhante em aparência ao do AS Val e do VSS Vintorez. O guarda-mão também foi redesenhado para incluir a mira traseira e uma empunhadura frontal dobrável.
SR-3MP: Uma modernização adicional do SR-3M que permite que a coronha dobrável seja montada na base do cabo para operadores que usam capacetes com protetores faciais ou dispositivos de visão noturna montados na cabeça. O guarda-mão também foi redesenhado para incluir dois trilhos picatinny nas laterais.
9A-91: Um redesenho do conceito AS-Val produzido na década de 1990 com o acompanhamento VSK-94 equipado para um papel de marksman.

## Operadores
- Geórgia: Usado por forças especiais do exército e da polícia, alguns configurados com miras Aimpoint e Kobra.[3][4][5]
- Rússia[6][7][8]